# 五讲四美三热爱

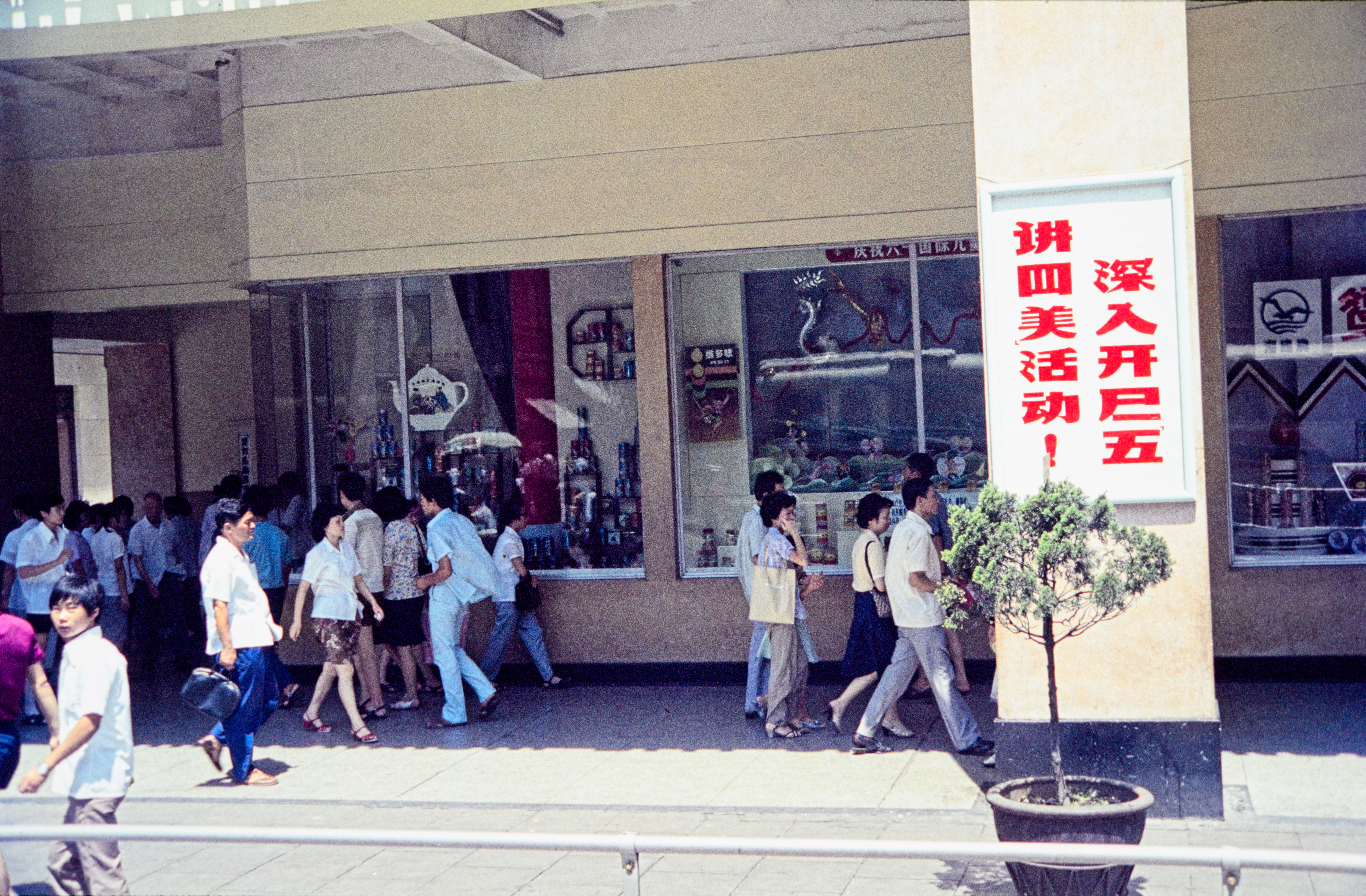
上海市第一百货商店门口的五讲四美标语（1982年）

五讲四美三热爱是中国内地在1980年代初推广的思想教育宣传活动的内容，其中五讲指讲文明、讲礼貌、讲卫生、讲秩序、讲道德；四美指心灵美、语言美、行为美、环境美；三热爱为热爱中华人民共和国、热爱社会主义、热爱中國共產黨。其中五讲四美为1981年2月份提出，1983年2月，又增加了“三热爱”的内容。

## 历史
1981年2月25日，中华全国总工会、共青团中央、中华全国妇女联合会、中国文学艺术界联合会、中国伦理学会、中国语言学会、中华全国美学学会和中央爱国卫生运动委员会九个团体联合发出《关于开展精神文明礼貌活动的倡议》，提出要开展“五讲四美”活动。2月28日，中共中央宣传部、教育部、文化部、卫生部、公安部联合发布通知，支持这九个团体关于开展“五讲四美”活动的倡议。
1983年2月，中共中央和国务院提出开展“全民文明礼貌月”活动，对“五讲四美”又增加了“三热爱”，成为了“五讲四美三热爱”。中共中央还成立了“五讲四美三热爱活动委员会”，由万里担任主任。